# Nowosady (gmina Butrymańce)
Nowosady (lit. Naujasėdžiai) − wieś na Litwie, w gminie rejonowej Soleczniki, 7 km na południowy zachód od Butrymańców, zamieszkana przez 65 osób. Przed II wojną światową w Polsce, w powiecie lidzkim województwa nowogródzkiego.